# Sampéma
Sampéma est une commune rurale située dans le département de Zabré de la province du Boulgou dans la région Centre-Est au Burkina Faso.

## Santé et éducation
Sampéma accueille un centre de santé et de promotion sociale (CSPS) tandis que le centre médical avec antenne chirurgicale (CMA) se trouve à Zabré et que le centre hospitalier régional (CHR) est à Tenkodogo .
Le village possède trois écoles primaires publiques.